# Hidde Boersma (journalist)
Hidde Boersma (Bergambacht, 1980) is een Nederlandse wetenschapsjournalist, essayist en documentairemaker die zich bezighoudt met landbouw, biotechnologie en bio-ethiek. 
Boersma studeerde studeerde tussen 1998 en 2003 biologie aan de Rijksuniversiteit Groningen waarbij hij het laatste jaar microbiologie studeerde aan aan de universiteit van Dublin. In 2008 volgde hij een cursus wetenschapsjournalistiek. 
Hidde Boersma promoveerde als moleculair bioloog. In 2009 koos hij voor een journalistieke carrière. Boersma werkt onder andere voor de Volkskrant, Groene Amsterdammer, Elsevier, Quest en de VPRO. Boersma was in 2009 mede-oprichter van journalistencollectief Bureau Wibaut.

## Journalist

### Schrijver
In 2017 debuteerde hij met het boek Ecomodernisme dat met collega-auteurs tot stand kwam. Het boek bevat essays over de toekomst van de landbouw. 
Hosselen, Harken en andere Handigheden beschrijft de persoonlijke verhalen en tips van 25 freelancers en is bedoeld als gids voor beginnende freelance journalisten. 
De buik van de stad beschrijft de negatieve bijeffecten van het efficiënte en goedkope voedselsysteem dat opgebouwd werd na de Tweede Wereldoorlog. 
In het boek Meer uit 2020 schrijft hij met anderen waarom overvloed de wereld juist duurzamer en welvarender maakt.

### Documentairemaker
Sinds 2015 is Boersma eigenaar van filmproductiebedrijf Sugar Rush Film. Daarnaast maakte hij een documentaire over het gebruik van genetisch gemodificeerde gewassen in ontwikkelingslanden.

## Erkenning
Zijn publicatie Liever gentech dan gif en armoede met de bijbehorende documentaire Wellfed won hij de Gouden Greep 2016, de prijs voor de beste journalistieke productie in de agrarische journalistiek.
In 2017 won hij de driejaarlijks uitgereikte Wageningse Persprijs 2017 van Wageningen University & Research met zijn documentaire Well Fed, die hij in Bangladesh maakte met Karsten de Vreugd en Philip Fountain. De documentaire behandelt kwesties over genetisch gemodificeerd voedsel.

## Prijzen
- Wageningse Persprijs 2017
- Gouden Greep 2016